# Václav Fryč

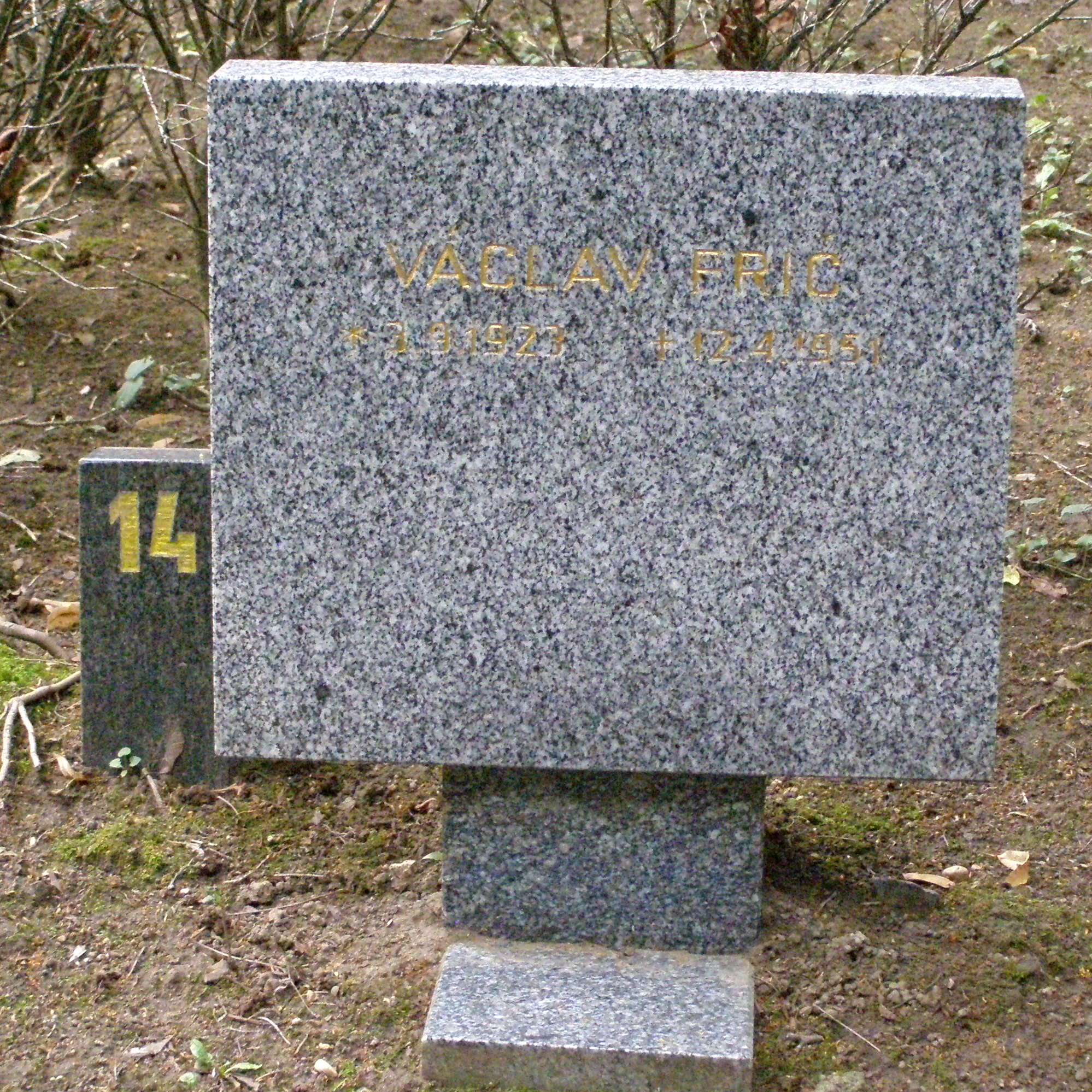
Symbolický hrob na Čestném pohřebišti popravených a umučených z padesátých let (III. odboj) na Ďáblickém hřbitově v Praze

Václav Fryč (3. září 1923 Vyškov – 12. dubna 1951 Ostrava) byl český protikomunistický odbojář odsouzený komunistickým režimem k trestu smrti a v roce 1951 popravený.

## Životopis
Narodil se v roce 1923 ve Vyškově.
Po konci druhé světové války se stal strážmistrem u Sboru národní bezpečnosti (SNB). Pouhé tři dny převratu v roce 1948 byl postaven mimo službu, a nedlouho poté tak začal formovat rezistentní protirežimní skupinu, ačkoliv byl krátce poté k SNB opět přijat. V červnu 1949 skupina vyslýchala Antonína Šimčáka, který o sobě tvrdil, že je partyzánem, nicméně panovalo podezření, že může jít o agenta Státní bezpečnosti (StB). Fryč poté Šimčáka osobně popravil poté, co se Šimčák přiznal, že partyzánem nikdy nebyl, ale odmítal, že by byl agentem StB. Fryč byl zatčen v listopadu 1949, nicméně s tímto případem zatčení nijak nesouviselo. Tělo Šimčáka bylo nalezeno až v lednu 1950 a brzy poté začala Státní bezpečnost rozsáhlou zatýkací akci. Kromě Fryče byla zatčena řada dalších osob, které jej pouze znaly, a s případem neměly nic společného. Soudní proces v případu byl rozdělen na dvě části, v prosinci 1950 se konal v Opavě a v únoru 1951 pak v Ostravě. Fryč byl odsouzen k trestu smrti. V dubnu 1951 byl popraven.
Po sametové revoluci byl Fryč částečně rehabilitován, když jej soud odmítl rehabilitovat v případu vraždy Šimčáka, ale rehabilitoval jej v případě několik dalších smyšlených obvinění vůči jeho osobě. Později tuto formu rehabilitace potvrdil Nejvyšší soud. V prosinci 2006 byla na budovu Krajského soudu v Ostravě umístěna pamětní deska s pěti jmény protikomunistických odbojářů včetně Fryče.
Vzhledem ke svému činu, kdy chladnokrevně popravil člověka, o kterém se pouze domníval, že je příslušník StB, je jeho zařazení mezi protikomunistické odbojáře někdy považováno za sporné.

## Připomínky
- Jeho jméno je uvedeno na pamětní desce popraveným příslušníkům Sboru národní bezpečnosti umístěné na fasádě v podloubí před vstupem do budovy Policejního prezidia České republiky na adrese Strojnická 935/27, 170 89 Praha 7 – Holešovice.[9][10]
- Jeho jméno je rovněž uvedeno na Pomníku Miladě Horákové a Obětem komunismu v Praze 4 - Nuslích na Náměstí Hrdinů, u stanice metra Pražského povstání, před Vrchním soudem v Praze a Vrchním státním zastupitelstvím v Praze.[11]
- Jeho jméno je uvedeno na desce v řadě 14 na Čestném pohřebišti popravených a umučených z 50. let (III. odboj) na Ďáblickém hřbitově.[12]

- Jeho jméno je uvedeno na pamětní desce obětem komunismu na budouvě soudu v Ostravě v Kratochvílově ulici. Na desce je nápis: "Nápis: V letech komunistické totality 1948-1989 prošlo ostravskou věznicí několik set politických vězňů - příslušníků třetího odboje. Stali se obětmi třídní nenávisti. Pět z nich zde bylo v roce 1951 popraveno: (*1923) Václav Fryč / (*1910) Ladislav Cee / (*1911) Miloš Morávek / (*1923) Miroslav Sýkora / (*1924) Josef Polomský".[13]

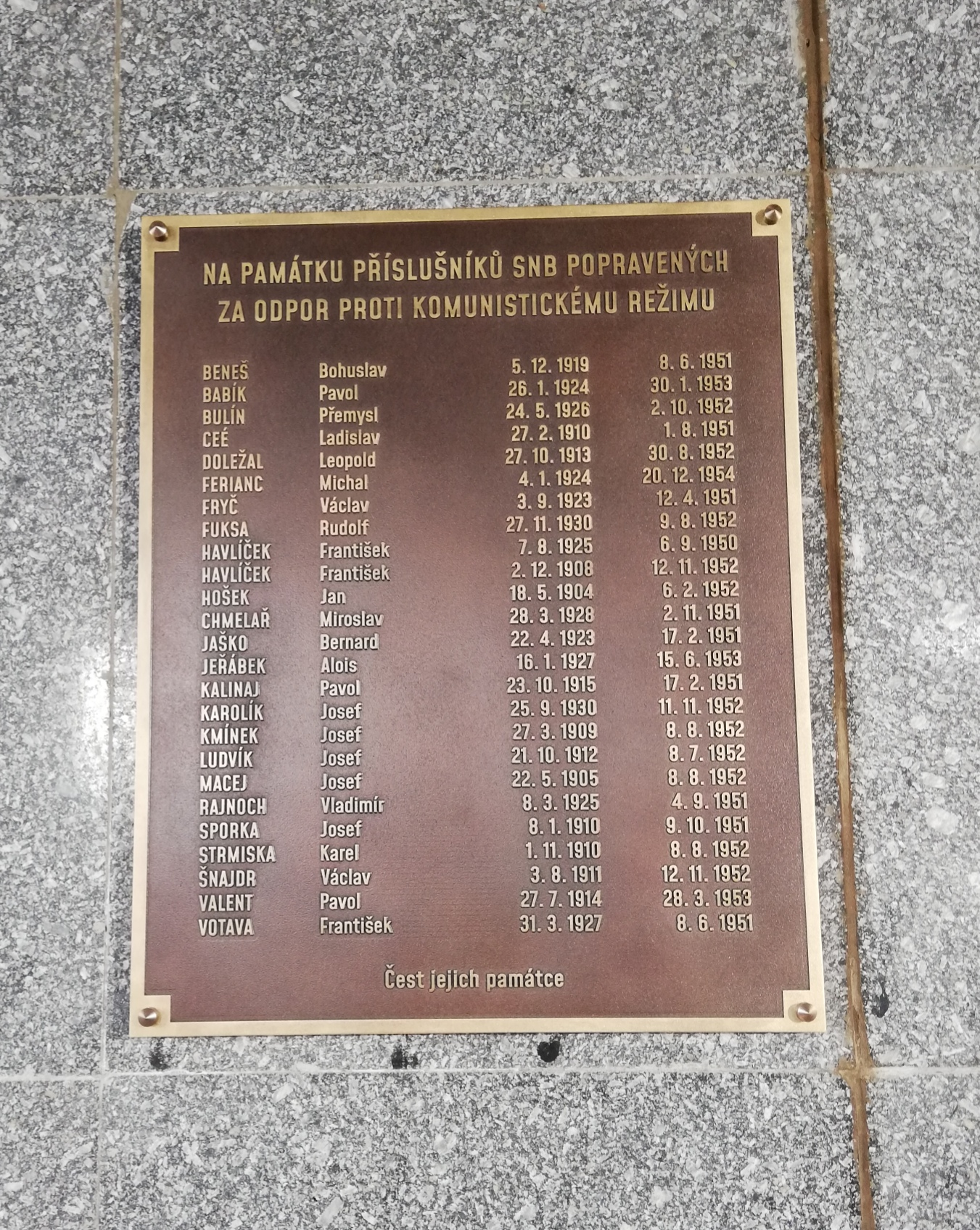
Pamětní deska popraveným příslušníkům Sboru národní bezpečnosti se jménem Václava Fryče v pražských Holešovicích
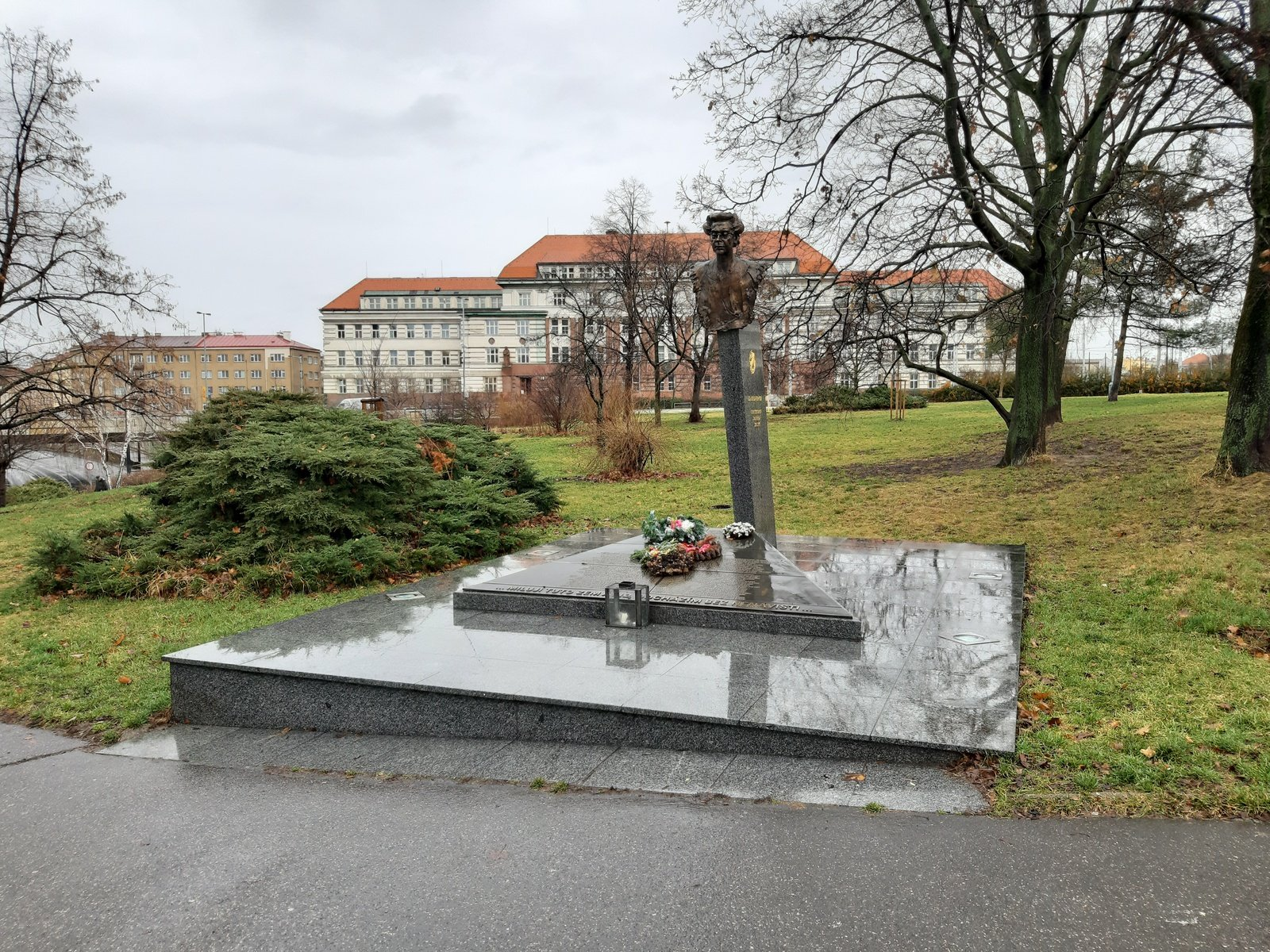
Pomník na náměstí Hrdinů v Praze 4 - Nuslích
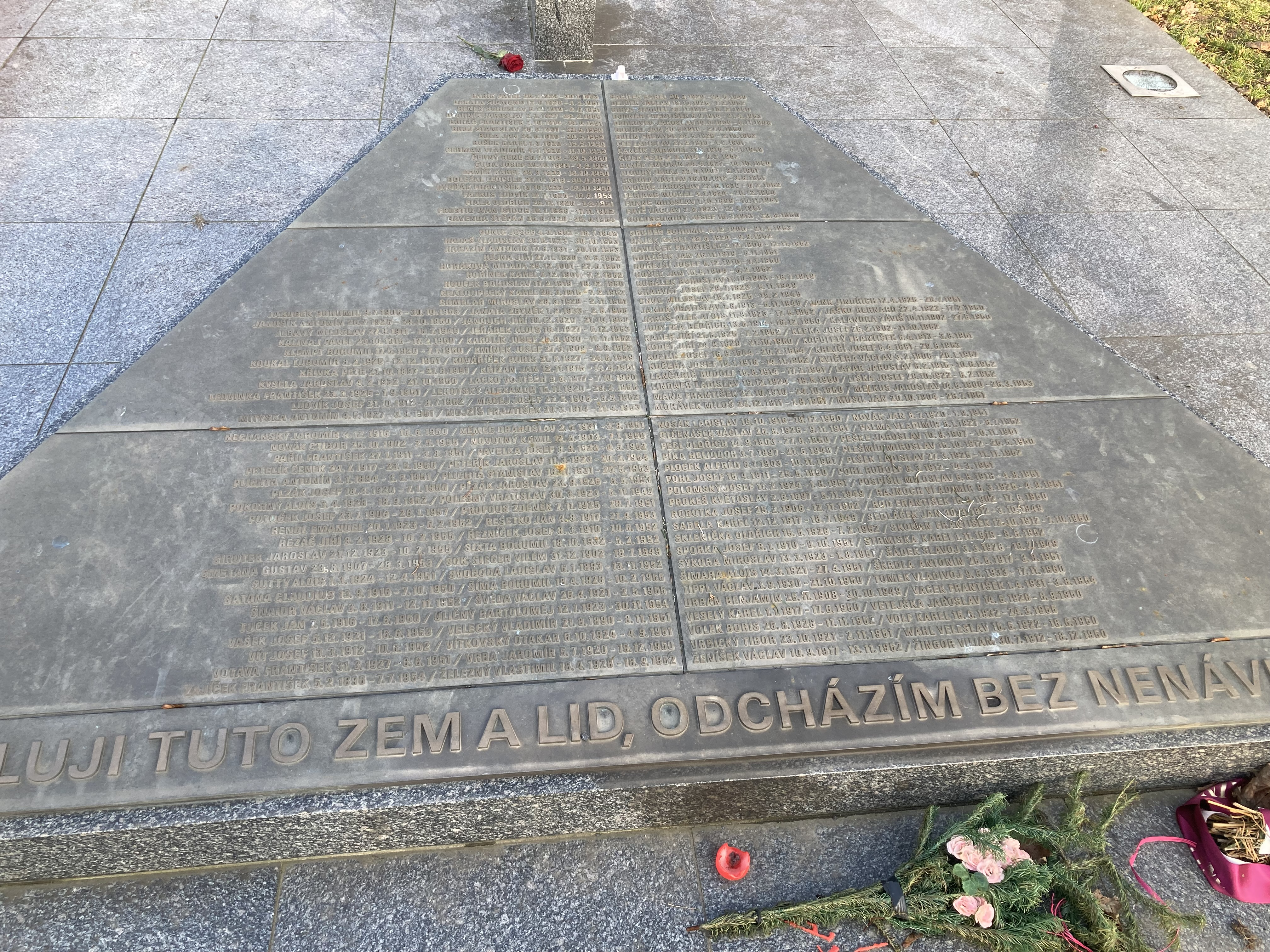
Seznam obětí komunismu se jménem Václava Fryče na pomníku na náměstí Hrdinů v Praze 4 - Nuslích
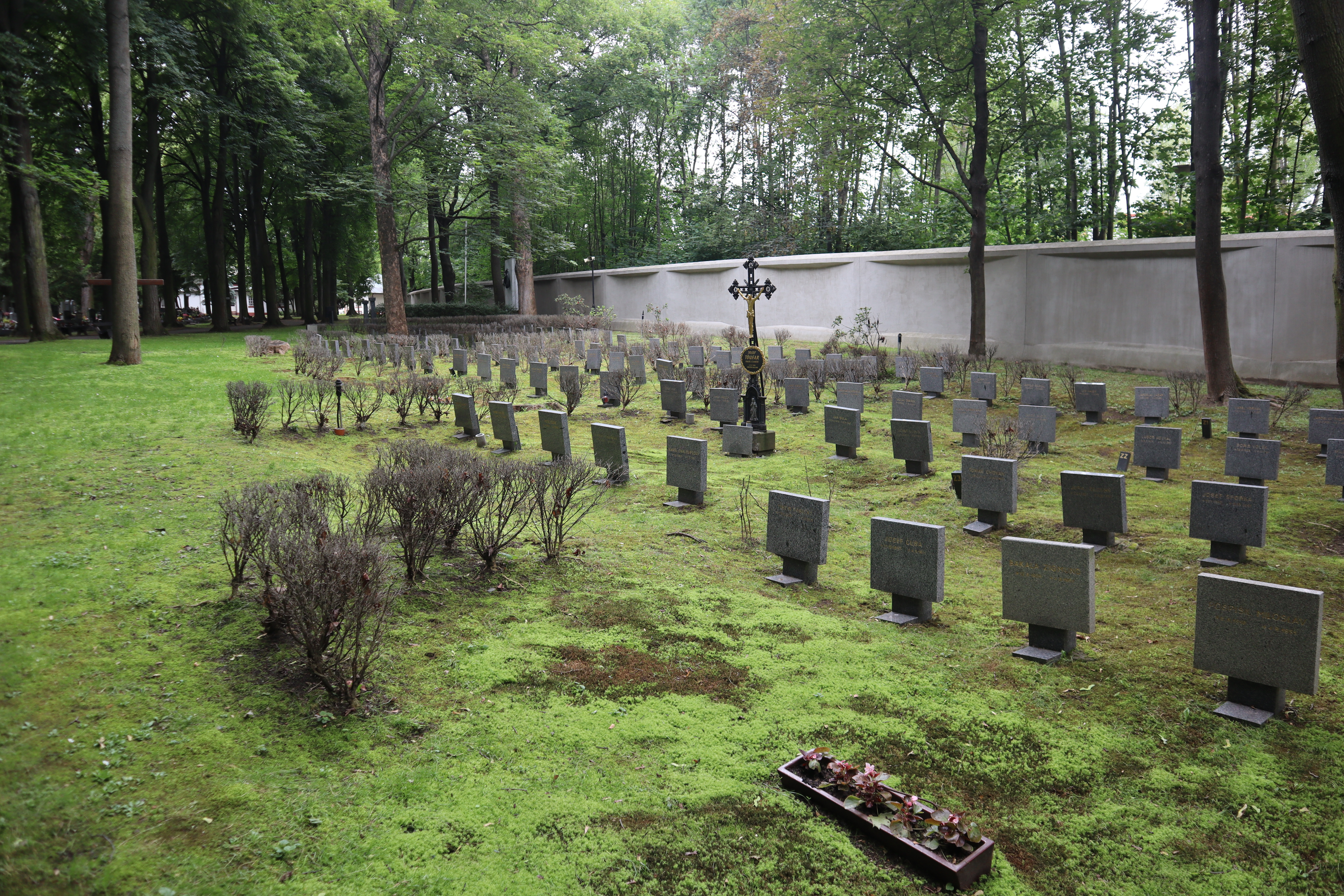
Čestné pohřebiště popravených a umučených z 50. let (III. odboj) na Ďáblickém hřbitově
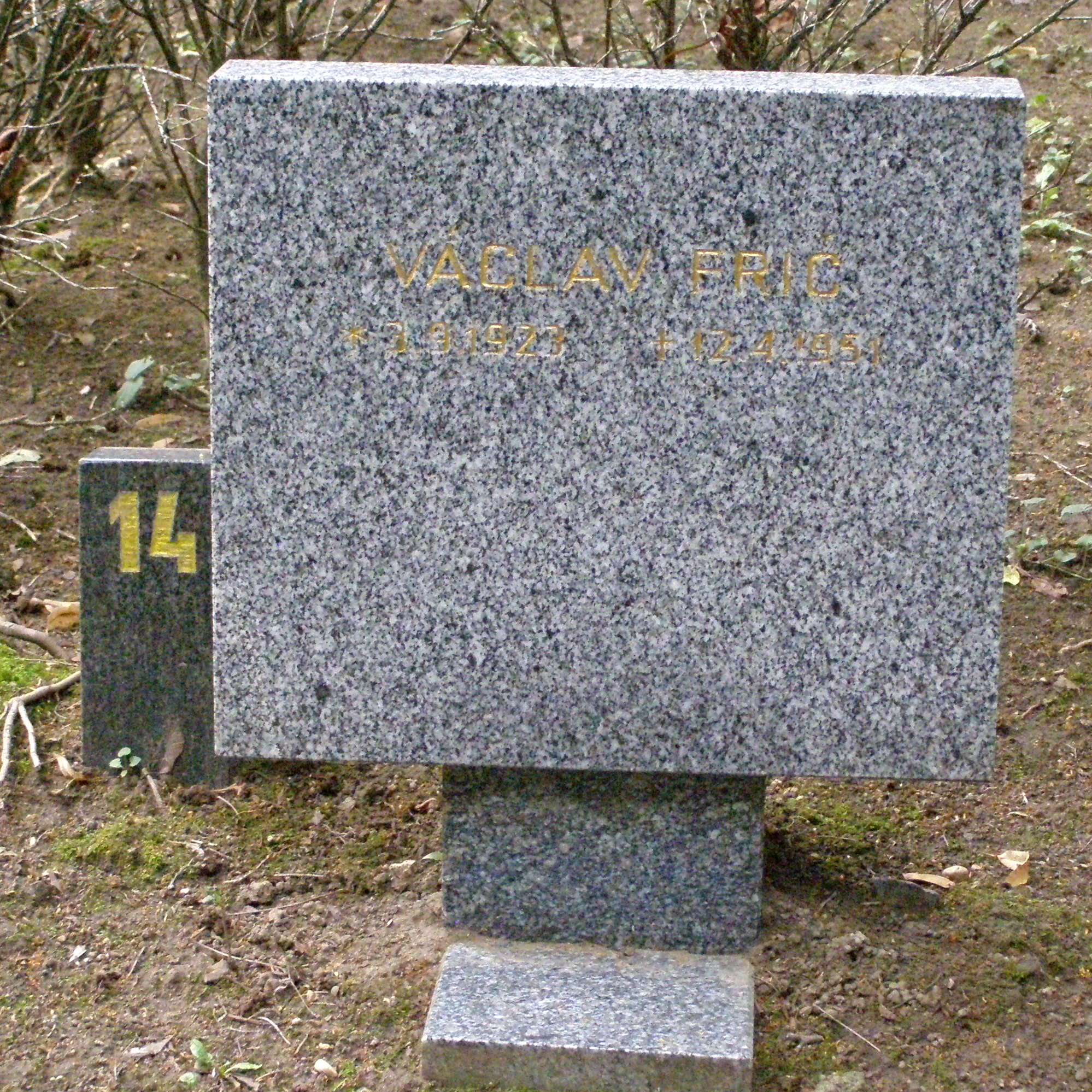
Symbolický hrob Václava Fryče na Čestném pohřebišti popravených a umučených z padesátých let (III. odboj) na Ďáblickém hřbitově